# Maxim Leitsch
Maxim Leitsch, né le 18 mai 1998 à Essen en Allemagne, est un footballeur allemand qui évolue au poste de défenseur central au FSV Mayence.

## Biographie

### VfL Bochum
Né à Essen en Allemagne, Maxim Leitsch est formé par le VfL Bochum. Le 10 décembre 2016 il joue son premier match en professionnel en étant titularisé lors d'une rencontre de deuxième division allemande face au TSV 1860 Munich. Son équipe s'impose sur le score de un but à zéro ce jour-là. Le 19 janvier 2017 il signe son premier contrat professionnel avec son club formateur,.
En octobre 2018 il se blesse et est éloigné des terrains pendant plus d'un an et demi, à son retour en février 2020 il aide le VfL Bochum à stabiliser sa défense.

### FSV Mayence
Le 20 mai 2022 est annoncé le transfert de Maxim Leitsch au FSV Mayence. Le joueur s'engage pour un contrat courant jusqu'en juin 2025. Il est recruté afin de compenser le départ de Jerry St. Juste.
Le 31 août 2024, Maxim Leitsch inscrit son premier but pour Mayence, lors d'une rencontre de championnat face au VfB Stuttgart. Il entre en jeu et marque le but égalisateur de son équipe dans le temps additionnel (3-3 score final),.

### En sélection
Maxim Leitsch commence sa carrière internationale avec l'équipe d'Allemagne des moins de 18 ans pour un total de deux matchs joués en 2015.
Retenu pour la première fois avec l'équipe d'Allemagne espoirs pour les matchs de septembre 2020, il fait sa première apparition lors de ce rassemblement, le 3 septembre contre la Moldavie. Il entre en jeu à la place de Robin Hack et son équipe l'emporte par quatre buts à un,.

## Palmarès
- VfL Bochum
  - 2. Bundesliga
    - Champion en 2021

## Statistiques
| Saison                | Club                  | Championnat           | Championnat | Championnat | Coupe(s) nationale(s) | Coupe(s) nationale(s) | Compétition(s) continentale(s) | Compétition(s) continentale(s) | Compétition(s) continentale(s) | Total | Total |
| Saison                | Club                  | Division              | M.          | B.          | M.                    | B.                    | Comp.                          | M.                             | B.                             | M.    | B.    |
| 2016-2017             | VfL Bochum            | 2.Bundesliga          | 2           | 0           | -                     | -                     | -                              | -                              | -                              | 2     | 0     |
| 2017-2018             | VfL Bochum            | 2.Bundesliga          | 10          | 0           | 1                     | 0                     | -                              | -                              | -                              | 11    | 0     |
| 2018-2019             | VfL Bochum            | 2.Bundesliga          | 8           | 0           | 1                     | 0                     | -                              | -                              | -                              | 9     | 0     |
| 2019-2020             | VfL Bochum            | 2.Bundesliga          | 15          | 1           | -                     | -                     | -                              | -                              | -                              | 15    | 1     |
| 2020-2021             | VfL Bochum            | 2.Bundesliga          | 33          | 0           | 2                     | 0                     | -                              | -                              | -                              | 35    | 0     |
| 2021-2022             | VfL Bochum            | Bundesliga            | 19          | 1           | 3                     | 0                     | -                              | -                              | -                              | 22    | 1     |
| Sous-total            | Sous-total            | Sous-total            | 87          | 2           | 7                     | 0                     | -                              | 0                              | 0                              | 94    | 2     |
| 2022-2023             | FSV Mayence           | Bundesliga            | 9           | 0           | 1                     | 0                     | -                              | -                              | -                              | 10    | 0     |
| 2023-2024             | FSV Mayence           | Bundesliga            | 6           | 0           | 1                     | 0                     | -                              | -                              | -                              | 7     | 0     |
| Sous-total            | Sous-total            | Sous-total            | 15          | 0           | 2                     | 0                     | -                              | 0                              | 0                              | 17    | 0     |
| Total sur la carrière | Total sur la carrière | Total sur la carrière | 102         | 2           | 9                     | 0                     | -                              | 0                              | 0                              | 111   | 2     |